# Макаров, Иван Михайлович
Иван Михайлович Макаров (30 октября 1901 года — 5 сентября 1956 года) — российский и советский военный деятель, участник Гражданской и Великой Отечественной войн, авиационный связист, начальник связи ВВС Красной Армии, генерал-майор инженерно-авиационной службы.

## Биография
Родился 30 октября 1901 года в деревне Фролиха Ивановская область
Авиационный связист. В армии с 1919 года. Член ВКП(б) с 1940 года.
Участник войны с Финляндией. Награждён орденом Красной Звезды зв организацию связи ВВС Северо-Западного фронта на войне с белофиннами 1939—1940 годов (07.04.1940).
Защитник Ленинграда. С 1941 года по июль 1942 года воевал на должности начальника связи ВВС Ленинградского фронта. В тяжелейших условиях блокады Ленинграда обеспечил безотказную работу всех видов связи ВВС. В трудных условиях блокады, бомбардировок и артобстрелов города, сумел сохранить силы и средства связи от захвата противником и организовать чёткую и бесперебойную проводную и радиосвязь со всеми авиачастями ВВС Ленинградского фронта.
В период окружения города Ленина организовал узел связи в районе Тихвин, через который командование ВВС Ленфронта обеспечивало управление авиачастями из окружения только по радио.
В условиях блокады Ленинграда на базе полуфабрикатов эвакуированных заводов организовал сборку и выпуск телефонных коммутаторов и радиоаппаратуры для обеспечения частей ВВС Ленфронта, находящегося в окружении. За хорошую работу по организации связи в условиях Ленинградского фронта назначен на должность заместителя Начальника управления связи Штаба ВВС Красной армии и обеспечивает связь ВВС Красной Армии.
В июле 1942 года назначен на должность заместителя начальника связи ВВС Красной Армии, а затем — начальника связи ВВС. На этих постах он неоднократно выполнял ответственные задания командования ВВС по руководству службой связи в период оборонительных и наступательных боев на Ленинградском, Центральном, Белорусских и Украинских фронтах. 

За образцовое выполнение боевых заданий Командования на фронте борьбы с немецкими захватчиками т. Макаров достоин представления к Правительственной награде орденом «Красное Знамя»
Начальник штаба ВВС Красной армии
Генерал-лейтенант авиации Фаалеев
16 октября 1942 г.— 
С и юля 1942 года — заместитель начальника управления связи штаба ВВС Красной Армии.
В конце войны занимал должность начальника связи ВВС Красной Армии.
Закончил службу а Армии в должности начальник связи ВВС Вооружённых Сил СССР 14 февраля 1952 года.
Умер 5 сентября 1956 года.

## Награды
- Орден Ленина(21.02.1945)[4]
- Орден Красного Знамени(23.11.1942)[2]
- Орден Красного Знамени(19.08.1944)[5]
- Орден Красного Знамени(03.11.1944)[6]
- Орден Красного Знамени(1379096314)[7]
- Орден Кутузова II степени(18.08.1945)[8]
- Орден Отечественной войны I степени(28.02.1944)[9]
- Орден Красной Звезды(07.04.1940)[1]
- Медаль «За оборону Ленинграда»(14.08.1943)[10]
- Медаль «За победу над Германией в Великой Отечественной войне 1941—1945 гг.» (9 мая 1945[11])

## Память
- Его имя увековечено в Главном Храме Вооружённых сил России, и навсегда запечатлено на мемориале «Дорога памяти»
- На могиле установлен надгробный памятник